# نت‌کر
نت‌کر (انگلیسی: Netcare) شرکت مراقبت سلامت در آفریقای جنوبی است، که در سال ۱۹۹۶ تأسیس شد.